# 爱必达
爱必达（？—1771年），钮祜禄氏，清朝满洲镶黄旗人，弘毅公额亦都之孙，尹德第四子，策楞、讷亲的弟弟，阿里衮的哥哥。
爱必达由笔帖式袭佐领，乾隆九年（1744年），由吏部郎中署江西布政使。署江苏布政使时，兼管织造及浒墅关税务。转任贵州布政使，乾隆十一年，擢山西巡抚，奏请兴建义仓，以储粮利民。历任浙江巡抚、云南巡抚、云贵总督、湖广总督。以为回护属员革职。乾隆二十八年，谪居伊犁。著有《弘毅公战功行略》及《黔南识略》三十卷。

## 家庭
- 子兵部尚書福庆。
- 女一封乾隆帝顺贵人。
- 女一嫁镶黄旗满洲、陝甘總督、瑪尚阿巴圖魯高杞（父总管内务府大臣高恒）。